# Abraham Ascher (Rabbiner)
Abraham Ascher (1794 in Wallerstein – 5. November 1837 in Bühl) war Bezirksrabbiner in Baden.

## Leben
Abraham Ascher, Sohn des späteren badischen Oberlandesrabbiners Ascher Löw, lernte in Metz und Fürth. Er heiratete am 10. Januar 1821 in Mannheim Gertrud geborene Herzfeld (1797–1880), Tochter des Klausrabbiners Salomon Herzthal (auch Herzfeld) in Mannheim. Dieser Ehe entstammten sieben Kinder. Die Familie lebte zunächst vom Handel und Geldverleih und 1828 erhielt er eine Stelle als Vorbeter in Mannheim. 1829 wurde er zunächst Rabbinatsverweser und ab dem 2. Juli 1832 bis zu seinem Tod Bezirksrabbiner in Bühl. Er wurde auf dem jüdischen Friedhof in Bühl bestattet.

## Werke
- Rede, gehalten am 22. September 1821, vierzehn Tage vor dem Versöhnungsfest, bei einer zahlreichen Versammlung israelitischer Glaubensgenossen dahier. Mannheim 1821.